# 2020년 하계 올림픽 짐바브웨 선수단
2020년 하계 올림픽 짐바브웨 선수단은 2021년 일본 도쿄에서 열린 2020년 하계 올림픽에 참가한 올림픽 짐바브웨 선수단이다. 총 4개 종목에서 5명의 선수가 참여했다. 2020년 하계 올림픽에서는 '짐바브웨'라는 이름으로 독립해 1980년 하계 올림픽에서 처음 출전한 이후 10번째 연속으로 참여하는 올림픽이 된다.

## 출전 선수
아래 목록은 하계 올림픽에 참가한 짐바브웨 선수들의 수이다.
| 종목 | 남자 | 여자 | 총합 |
| ---- | ---- | ---- | ---- |
| 육상 | 1    | 0    | 1    |
| 골프 | 1    | 0    | 1    |
| 조정 | 1    | 0    | 1    |
| 수영 | 1    | 1    | 2    |
| 총합 | 4    | 1    | 5    |

## 출전 종목

### 육상
짐바브웨는 IAAF에서 육상 종목에 남자 부문 기본 출전권 1명을 받았다.
성적
| 출전 선수         | 부문      | 본선 진출전 | 본선 진출전 | 본선 1차전 | 본선 1차전 | 준결승전      | 준결승전      | 결승전        | 결승전        |
| 출전 선수         | 부문      | 결과        | 순위        | 결과       | 순위       | 결과          | 순위          | 결과          | 순위          |
| ----------------- | --------- | ----------- | ----------- | ---------- | ---------- | ------------- | ------------- | ------------- | ------------- |
| 은고니자쉐 마쿠샤 | 남자 100m | 10.32       | 1 Q         | 10.43      | 7          | 진출하지 못함 | 진출하지 못함 | 진출하지 못함 | 진출하지 못함 |

### 골프
짐바브웨는 스콧 빈센트 선수(세계 239위)가 IGF 세계 순위 기준 남자부 60위권 안에 들면서 올림픽 본선에 진출하는 데 성공했다. 아프리카 국가 중에서는 모로코, 남아프리카 공화국과 함께 본선에 진출한 3개 국가 중 하나이다.
성적
| 출전 선수   | 종목      | 1차전 | 2차전 | 3차전 | 4차전 | 총합 | 총합 | 총합 |
| 출전 선수   | 종목      | 점수  | 점수  | 점수  | 점수  | 점수 | 파   | 순위 |
| ----------- | --------- | ----- | ----- | ----- | ----- | ---- | ---- | ---- |
| 스콧 빈센트 | 남자 개인 | 73    | 67    | 66    | 67    | 273  | –11  | 16   |

### 조정
짐바브웨는 2019년 튀니지 튀니스에서 열린 2019 FISA 아프리카 올림픽 예선전에서 남자 싱글스컬 부문에서 본선 진출권을 확보하면서 아프리카 지역 5개 출전권 중 1장을 얻게 되었다.
성적
| 출전 선수     | 종목          | 예선    | 예선 | 패자부활전 | 패자부활전 | 8강     | 8강    | 4강     | 4강  | 결선    | 결선 |
| 출전 선수     | 종목          | 시간    | 순위 | 시간       | 순위       | 시간    | 순위   | 시간    | 순위 | 시간    | 순위 |
| ------------- | ------------- | ------- | ---- | ---------- | ---------- | ------- | ------ | ------- | ---- | ------- | ---- |
| 피터 퍼셀길핀 | 남자 싱글스컬 | 7:10.65 | 4 R  | 7:35.16    | 1 QF       | 7:37.97 | 6 SC/D | 7:01.72 | 4 FD | 7:03.85 | 20   |

### 수영
짐바브웨는 2021년 6월 28일 FINA 점수제에 기초하여 국제 수영 연맹(FINA)로부터 올림픽 개인전에 출전할 최고 순위의 선수 두 명(남자 1명, 여자 1명)을 보내달라는 기본 출전권을 얻었다.
성적
| 출전 선수     | 부문             | 본선    | 본선 | 준결승        | 준결승        | 결승          | 결승          |
| 출전 선수     | 부문             | 시간    | 순위 | 시간          | 순위          | 시간          | 순위          |
| ------------- | ---------------- | ------- | ---- | ------------- | ------------- | ------------- | ------------- |
| 피터 웨츨러   | 남자 100m 자유형 | 50.31   | 42   | 진출하지 못함 | 진출하지 못함 | 진출하지 못함 | 진출하지 못함 |
| 도나카 카타이 | 여자 100m 배영   | 1:02.73 | 34   | 진출하지 못함 | 진출하지 못함 | 진출하지 못함 | 진출하지 못함 |